# Rectoglandulina
Rectoglandulina es un género de foraminífero bentónico considerado un sinónimo posterior de Pseudonodosaria de la subfamilia Nodosariinae, de la familia Nodosariidae, de la superfamilia Nodosarioidea, del suborden Lagenina y del orden Lagenida. Su especie-tipo es Rectoglandulina apressa. Su rango cronoestratigráfico abarca desde el Sinemuriense (Jurásico superior) hasta el Kimmeridgiense (Jurásico superior).

## Clasificación
Rectoglandulina incluía a las siguientes especies:
- Rectoglandulina apressa †
- Rectoglandulina aquiensis †
- Rectoglandulina burgaliensis †
- Rectoglandulina dolioliformis †
- Rectoglandulina elliptica †
- Rectoglandulina gizhigensis †
- Rectoglandulina holkeri †
- Rectoglandulina khalaliensis †
- Rectoglandulina kirschneri †
- Rectoglandulina netrona †
- Rectoglandulina nordvikiana †
- Rectoglandulina nucacea †
- Rectoglandulina obesa †
- Rectoglandulina ovalis †
- Rectoglandulina oviformis †
- Rectoglandulina pachycephala †
- Rectoglandulina parva †
- Rectoglandulina primitiva †
- Rectoglandulina pseudoborealis †
- Rectoglandulina pseudogigantea †
- Rectoglandulina pseudopygmaeiformis †
- Rectoglandulina pupoides †
- Rectoglandulina pusilla †
- Rectoglandulina rotundata †, aceptado como Pseudonodosaria rotundata †
- Rectoglandulina sagaensis †
- Rectoglandulina subsphaerica †
- Rectoglandulina torrida †, aceptado como Pseudonodosaria torrida †
- Rectoglandulina vaskovskyi †